# Автотранспортна вулиця (Київ)
Автотра́нспортна ву́лиця — вулиця в Дарницькому районі міста Києва, селище Бортничі. Пролягає від вулиці Євгена Харченка до  Промислова вулиці.
Прилучаються безіменний проїзд до вулиці Першого Травня, відгалуження до Заплавної вулиці, Промисловий провулок, провулок Олександра Барвінського.

## Історія
Вулиця виникла в середині XX століття під сучасною назвою.